# Jonathan Orozco
Jonathan Emmanuel Orozco Domínguez (Monterrey, 1986. május 12. –) egy mexikói válogatott labdarúgókapus, aki 2017-től a Santos Laguna csapatában szerepel. A Santos csapatával egyszeres mexikói bajnok (2018 Clausura).

## Pályafutása

### Klubcsapatokban
Első profi felnőtt csapatában, a Monterreyben 2005. augusztus 13-án lépett először pályára egy Atlas elleni, hazai pályán 1–0-ra megnyert mérkőzésen. Azóta 11 évig folyamatosan ott játszott, majd 2016 év végén a Santos Lagunához igazolt.

### A válogatottban
A válogatottban először 23 évesen, 2010 februárjában szerepelt egy Bolívia elleni barátságos mérkőzésen, gólt nem kapott. Később részt vett egy vb-selejtezőn is, legtöbb lehetőséget pedig a 2013-as CONCACAF-aranykupán kapott, ahol azonban Mexikó az elődöntőben búcsúzott. Legközelebb igen sokára, 2019-ben kapott szerepet újra a válogatottban.

#### Mérkőzései a válogatottban
| Mexikó | Mexikó              | Mexikó                              | Mexikó           | Mexikó   | Mexikó             | Mexikó                          | Mexikó | Mexikó  |
| #      | Dátum               | Helyszín                            | Hazai            | Eredmény | Vendég             | Kiírás                          | Gólok  | Esemény |
| ------ | ------------------- | ----------------------------------- | ---------------- | -------- | ------------------ | ------------------------------- | ------ | ------- |
| 1.     | 2010. február 24.   | San Francisco, Candlestick Park     | Mexikó           | 5 – 0    | Bolívia            | barátságos                      | 0      |         |
| 2.     | 2012. október 12.   | Houston, BBVA Compass Stadium (USA) | Guyana           | 0 – 5    | Mexikó             | vb-selejtező                    | 0      |         |
| 3.     | 2013. július 7.     | Pasadena, Rose Bowl                 | Mexikó           | 1 – 2    | Panama             | CONCACAF-aranykupa, csoportkör  | 0      |         |
| 4.     | 2013. július 11.    | Seattle, CenturyLink Field          | Mexikó           | 2 – 0    | Kanada             | CONCACAF-aranykupa, csoportkör  | 0      |         |
| 5.     | 2013. július 20.    | Atlanta, Georgia Dome               | Mexikó           | 1 – 0    | Trinidad és Tobago | CONCACAF-aranykupa, negyeddöntő | 0      |         |
| 6.     | 2013. július 24.    | Arlington, Cowboys Stadium          | Panama           | 2 – 1    | Mexikó             | CONCACAF-aranykupa, elődöntő    | 0      |         |
| 7.     | 2019. június 5.     | Atlanta, Mercedes-Benz Stadium      | Mexikó           | 3 – 1    | Venezuela          | barátságos                      | 0      |         |
| 8.     | 2019. június 23.    | Charlotte, Bank of America Stadium  | Martinique       | 2 – 3    | Mexikó             | CONCACAF-aranykupa, csoportkör  | 0      |         |
| 9.     | 2019. szeptember 6. | East Rutherford, MetLife Stadium    | Egyesült Államok | 0 – 3    | Mexikó             | barátságos                      | 0      |         |
| 10.    | 2021. október 27.   | Charlotte, Bank of America Stadium  | Mexikó           | 2 – 3    | Ecuador            | barátságos                      | 0      | 46'     |
|        | Összesen            |                                     |                  | 10       | mérkőzés           |                                 | 0      | gól     |